# Skyrace Orsiera Rocciavrè
La Skyrace Orsiera Rocciavrè era una competizione agonistica di skyrunning, che si svolgeva nella regione Piemonte, ogni anno nel mese di agosto. È stata prova del Campionato italiano skyrunning nelle edizioni 2004 e 2005.

## Percorso
Il percorso, che misurava 21 chilometri di lunghezza per un dislivello di sola salita di 1800 m circa, si snodava all'interno dell'area protetta del Parco naturale Orsiera-Rocciavrè, a cavallo tra la Val Susa e la Val Chisone.
La partenza avveniva nei pressi del Rifugio Selleries (2030 m), si saliva fino al Colle del Sabbione (2569 m). per poi scendere al Piano del Balmerotto (2115 m.- ristoro); da qui, oltrepassato il rio (2100 m), la risalita portava al Colle del Villano (2507 m). e con la successiva discesa si arrivava a Pian delle Cavalle (2056 m. - ristoro).
Raggiunto il bivio di Cassafrera (2020 m), si saliva nuovamente in direzione del Col del Vento (2231 m). quindi, in traversata, si arrivava al Colle delle Vallette (2303 m).; una 
ripida discesa riportava gli atleti al bivio di Cassafrera, li faceva risalire al Pian delle Cavalle (2056 m. - ristoro) per proseguire fino a Piazza Verde (2212 m).
Seguendo il vallone si arrivava così al Colle di Malanotte (2587 m). E da qui, in traversata al Colle del Sabbione (2569 m). prima di far ritorno al Selleries sul percorso già seguito in salita.

## Albo d'oro
| Anno | Vincitore     | Secondo          | Terzo          |
| ---- | ------------- | ---------------- | -------------- |
| 2002 |               |                  |                |
| 2003 | Paolo Bert    | Paolo Germanetto | Ivan Garnier   |
| 2004 | Dennis Brunod | Lucio Fregona    | Fabio Bonfanti |
| 2005 | Lucio Fregona | Paolo Gotti      | Paolo Bert     |